# مياد (اسم)
مياد هو اسم علم مذكر من أصل عربي، ومعناه هو المتمايل المتبختر اللين المائل المتثني الكثير الاهتزاز.

## وصلات خارجية
- موسوعة السلطان قابوس لأسماء العرب